# Rognac
Rognac es una comuna francesa situada en el departamento de Bocas del Ródano, en la región de Provenza-Alpes-Costa Azul.

## Demografía
| 3596 | 4270 | 5105 | 9330 | 11 099 | 11 631 | 12 136 |
| Para los censos de 1962 a 1999 la población legal corresponde a la población sin duplicidades (Fuente: INSEE [Consultar]) |      |      |      |        |        |        |